# Эрди (плато)
Э́рди — скальное плато в Африке. Расположено на северо-востоке Чада вблизи границы с Ливией и Суданом.
Горное плато сложено песчаниками, его высота достигает 1115 м. На плато Эрди произрастают ксерофильные злаки и кустарники. Между плато Эрди и Эннеди находится пустыня Мурди.
Первая и единственная до 2005 года научная экспедиция в этом отдалённом районе была осуществлена в 1923 году студентом Оксфордского университета Ахмедом Пашой Хассанейном. В конце 2005 году исследованием плато занимался немецкий географ и климатолог Штефан Крёпелин.